# Débora Lyra
Débora Moura Lyra, née le 26 septembre 1989 à Vitória, a été élue Miss Brésil 2010 et Top Model of the world 2008.

## Biographie
Débora Lyra est né d'un entrepreneur, Luiz Fernando Lyra et Nila Lyra. Elle est également la sœur de Nathalia Siqueira, gagnante de l'émission brésilienne Country Star en 2007 et de Fernanda. Elle est née à Vitória et a déménagé en 1991 à Divinópolis. À l'âge de huit ans, elle débute dans le mannequinat. À l'âge de douze ans, elle rêve de devenir Miss Brésil et ne tarda pas à participer des concours de beauté grâce aux encouragements de son père. Sa mère n'était pas d'accord avec son choix, voulant que ses filles aient une vie normale. Débora Lyra remporte son premier concours de beauté Garota Acquamania organisé par le parc aquatique Acquamania à Guarapari. En 2004, elle fait une pause à sa carrière de mannequin et travaille dans une entreprise d'exportation de café, où elle est restée pendant quatre ans, pour aider sa famille à payer leur maison. Au moment de l'élection du concours Miss Brésil, elle était étudiante en journalisme et en administration.
À l'âge de dix-huit ans, elle rencontre le coordinateur de l'État de Minas Gerais et l'invite à vivre à Divinópolis et se prépare à participer à des concours de beauté internationaux.

## Élection Miss Brésil 2010
Élue successivement Miss Minas Gerais 2010, elle est élue Miss Brésil 2010 le 8 mai 2010, au Mémorial de l'Amérique Latine à São Paulo, à 21 ans, succédant à Larissa Costa, Miss Brésil 2009.
Le jury était composé de Edmundo Alves de Souza Neto, Marco Antonio Biaggi, Ivo Meirelles, Walério Araujo, Ricardo Almeida, Robert Rey, Alexandre Iódice, Stefanía Fernández, Miss Univers 2009 et Renata Bessa, Miss Brésil 1995.
Ses dauphines :
- 1re dauphine : Lilian Lopes Pereira, Miss Amazonas
- 2e dauphine : Marylia Bernardt Lila, Miss Paraná
- 3e dauphine : Lidiane Lucena Matos, Miss District fédéral
- 4e dauphine : Natália Taveira Alves, Miss Paraíba

## Élection Miss Univers 2010
Elle représente le Brésil au concours de Miss Univers à Las Vegas, États-Unis pour l'année 2010. Elle n'a pas réussi à se classer parmi les quinze demi-finalistes du concours à cause de sa forme physique qui ne respectait pas les normes exigées par l'organisation Miss Univers. Elle a refusé notamment de porter l'habit traditionnel choisi par les internautes en rapport avec ses principes religieux.

## Parcours
- Miss Minas Gerais 2010
- Miss Brésil 2010
- Candidate à Miss Univers 2010, Las Vegas, États-Unis
- Candidate à World Miss University 2011, Séoul, Corée du Sud

## L'après Miss Brésil
Le 27 décembre 2011, Débora Lyra a été victime d'un accident de voiture. Elle a subi une ablation de la rate et des interventions chirurgicales pour sa colonne vertébrale. Sa belle-mère, Maria Auxiliadora Miguel de Souza est décédée sur le coup. Débora Lyra était en compagnie de son compagnon, Hermon Souza Lopes et Caroline Carone.
Le 28 août 2013, elle présente le concours Miss Earth Brasil aux côtés de Marcela Duarte, Miss Minas Gerais 2006.

## Vie privée
En septembre 2010, Débora Lyra entame une relation avec le footballeur brésilien  Alexandre Pato. En octobre 2010, elle annonce sa séparation.   